# Michaël Bultheel
Michaël Bultheel (Ieper, 30 juni 1986) is een Belgische voormalige atleet, met als specialisatie de 400 m horden. Hij nam tweemaal deel aan de Olympische Spelen en behaalde telkens de halve finale op de 400 m horden.

## Loopbaan
Als lid van Flanders Atletiekclub bouwde Bultheel gestaag aan zijn opgang. In zijn atletiekloopbaan veroverde hij bij de jeugd verscheidene nationale titels op de 400 m horden, 110 m horden en 60 m horden. Op de wereldkampioenschappen voor junioren in 2004 in Grosseto werd hij op de 400 m horden uitgeschakeld in de halve finale met een tijd van 52,21. In 2010 werd hij op de Europese kampioenschappen in Barcelona uitgeschakeld in de halve finale in 50,60, een seconde boven zijn besttijd. Op de Memorial Van Damme 2010 werd hij vijfde en verbeterde hij zijn PR tot 49,38.
Vanaf 2008 trainde Bultheel onder Rudi Diels, de coach van onder meer Kim Gevaert. Daarvoor trainde hij bij Carlos Baillieu, de drijvende kracht achter het succes van Johan Lisabeth. Op het einde van 2007 stond hij tiende op de Europese ranglijst voor atleten onder 23 jaar. Hij dook in 2009 voor het eerst onder de magische grens van de 50 seconden op dit nummer, waarmee een mooie carrière op de lage horden voor hem in het verschiet lag. Tijdens de finale van de universiade te Belgrado in 2009 veroverde hij brons met 49,79 s, op een honderdste van het zilver en van zijn PR, dat hij er in de reeksen liep. Hiermee dwong Bultheel ook onmiddellijk een selectie voor zijn eerste wereldkampioenschappen later die zomer af. Op deze WK in Berlijn verbeterde hij opnieuw zijn toenmalig persoonlijk record tot 49,67.
Michaël Bultheel studeerde geneeskunde aan de Katholieke Universiteit Leuven, waar hij in 2007 de snelste ronde ooit op de 24 urenloop zou hebben gelopen voor Medica. Na zijn laatste examen van de basisopleiding in januari 2012 vertrok hij naar Australië om zich klaar te stomen voor de Olympische Spelen van Londen 2012. In mei liep hij enkele wedstrijden in Japan, waar hij de strengere Belgische limiet op de 400 m horden (49,20) hoopte te halen. Dat laatste lukte hem net niet, maar desondanks werd Bultheel door het BOIC uitgezonden naar de Olympische Spelen in Londen. Die waren een succes voor de atleet, want hij behaalde een halve finaleplaats op de 400 m horden en liep een persoonlijk record waarmee hij 11e op 49 deelnemers werd. Bovendien kreeg hij in de finale van het 4 x 400 m estafettenummer de voorkeur boven Nils Duerinck, die in de halve finales deel had uitgemaakt van het Belgische team. In die finale finishte hij samen met Jonathan Borlée, Kevin Borlée en Antoine Gillet op een zesde plaats.
Eind 2013 maakte Bultheel, ondertussen afgestudeerd als basisarts, bekend over te stappen naar het trainingsteam van Jacques Borlée. Onder zijn coaching slaagde hij erin om zich reeds in 2015 tijdens de Belgische kampioenschappen te kwalificeren voor wat zijn tweede Olympische Spelen zouden worden in Rio De Janeiro. Dat met een persoonlijk record van 49,04 s. Hij nam dat jaar ook deel aan de wereldkampioenschappen in Peking. Hij strandde in de halve finale.
In 2016 nam Bultheel op de 400 m horden deel aan de Europese kampioenschappen in Amsterdam. Hij werd uitgeschakeld in de halve finale. Ook op de Olympische Spelen haalde hij een halve finaleplaats op de 400 m horden.
In 2017 kon Bultheel zich door een blessure niet plaatsen voor de wereldkampioenschappen. In mei 2018 kondigde hij aan te stoppen met atletiek. Sinds 2020 is hij actief als specialist in de fysische geneeskunde en revalidatie en als sportarts in het Jan Yperman Ziekenhuis (Ieper) en AZ Groeninge (Kortrijk).

## Kampioenschappen

### Belgische kampioenschappen
| Onderdeel    | Jaar                   |
| ------------ | ---------------------- |
| 400 m horden | 2009, 2012, 2014, 2015 |

### Andere kampioenschappen
| Onderdeel    | Titel          | Jaar |
| ------------ | -------------- | ---- |
| 400 m horden | Frans kampioen | 2015 |

## Persoonlijke records
Outdoor
| Onderdeel    | Prestatie | Datum        | Plaats  |
| ------------ | --------- | ------------ | ------- |
| 400 m        | 47,02 s   | 18 juli 2010 | Brussel |
| 400 m horden | 49,04 s   | 26 juli 2015 | Brussel |

Indoor
| Onderdeel   | Prestatie | Datum            | Plaats |
| ----------- | --------- | ---------------- | ------ |
| 60 m horden | 8,18 s    | 18 februari 2007 | Gent   |

## Palmares

### 400 m
- 2011:  BK AC indoor - 48,10 s

### 60 m horden
- 2007:  BK AC indoor - 8,18

### 400 m horden
- 2003: 4e in reeks EYOD in Parijs - 54,22 s
- 2004: 6e in ½ fin. WJK in Grosseto - 52,21 s
- 2005: DNS in reeks EJK in Kaunas
- 2007: 3e in reeks EK U23 in Debrecen - 52,06 s
- 2009:  Universiade in Belgrado - 49,79 s
- 2009:  BK AC- 50,69 s
- 2009: 6e in reeks WK in Berlijn - 49,67 s
- 2010: 5e in ½ fin. EK in Barcelona - 50,60 s
- 2011:  BK AC- 50,12 s (buiten competitie)
- 2012:  BK AC- 49,60 s
- 2012: 3e in ½ fin. EK in Helsinki - 49,98 s
- 2012: 6e in ½ fin. OS - 49,10 s
- 2014:  BK AC - 49,13 s
- 2014: 12e EK in Zürich - 49,62 s
- 2015:  Franse kamp. - 49,78 s
- 2015:  BK AC - 49,04 s
- 2015: 8e in ½ fin. WK in Peking - 49,66 s
- 2016: 6e in ½ fin. EK in Amsterdam - 49,72 s
- 2016: 5e in ½ fin. OS in Rio de Janeiro - 49,46 s (49,37 in serie)

### 4 x 400 m
- 2012: 5e OS - 3.01,83
- 2014: 7e EK - 3.02,60